# جامع بنات الحسن
جامع بنات الحسن، وهو من مساجد العراق القديمة، ويقع هذا المسجد في جانب الرصافة من مدينة بغداد، في محلة القاطرخانة وقد جدد من قبل مديرية الأوقاف سنة 1381هـ/ 1962م، تقام فيهِ حالياً صلاة الظهر فقط، لعدم وجود المصلين في بقية الأوقات لأن المنطقة قد تحولت إلى منطقة صناعية وغير سكنية. كان في محلة القاطرخانة سوقاً عرف بسوق القاطرخانة. وتعتبر من أحياء محلة العباخانة، بينما اعتبرها آخرين محلة قائمة بذاتها ولها حدودها كما وردت في كتاب أطلس بغداد سنة 1952م، حيث يحدها من الشمال محلة صبابيغ الآل، ومن الشرق محلة الحاج فتحي، ومن الجنوب المربعة.

## انظر ايضاً
- بنات الحسن منطقة زراعية